# 泰安郷

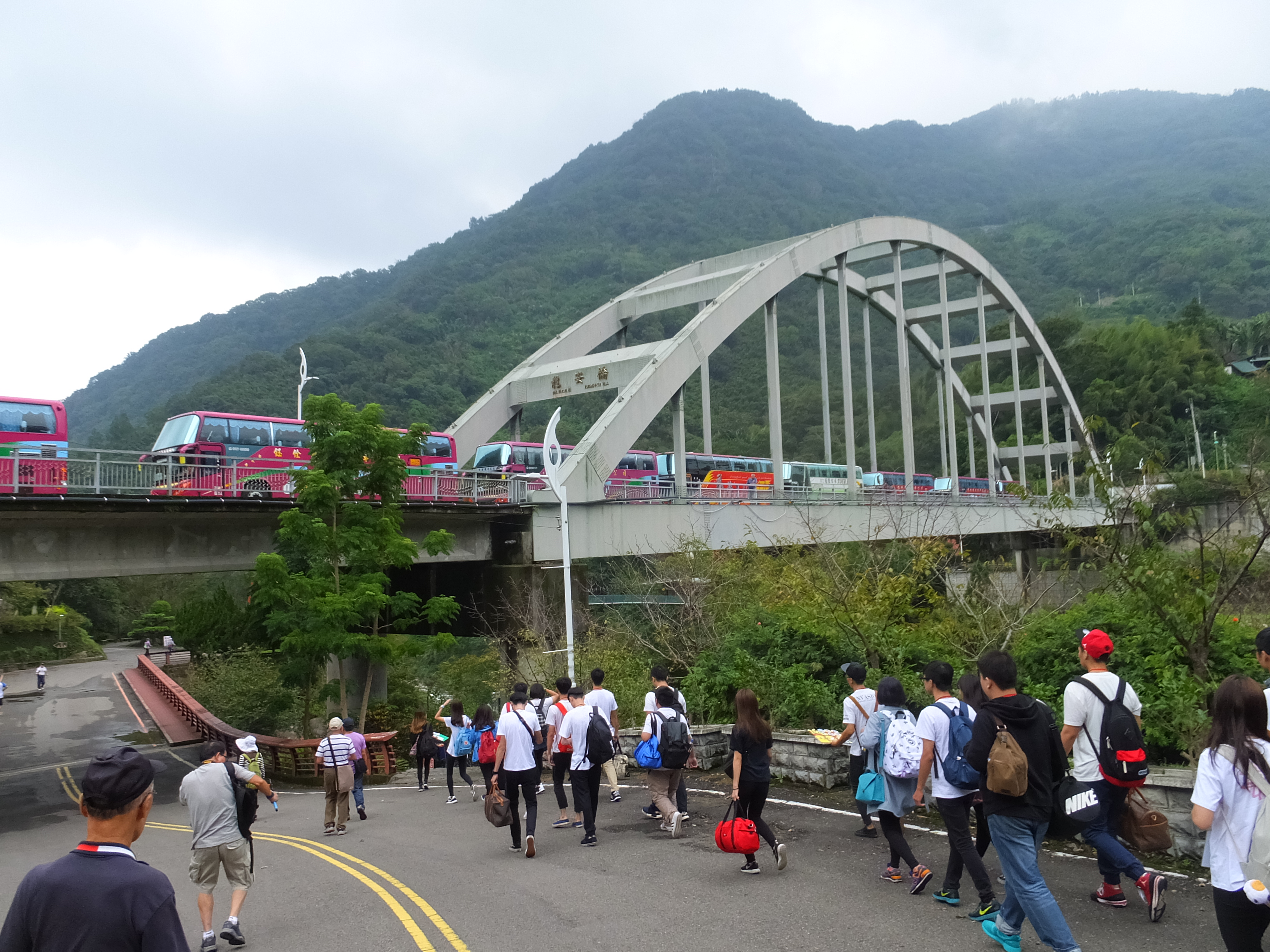
汶水渓に架かる竜安橋

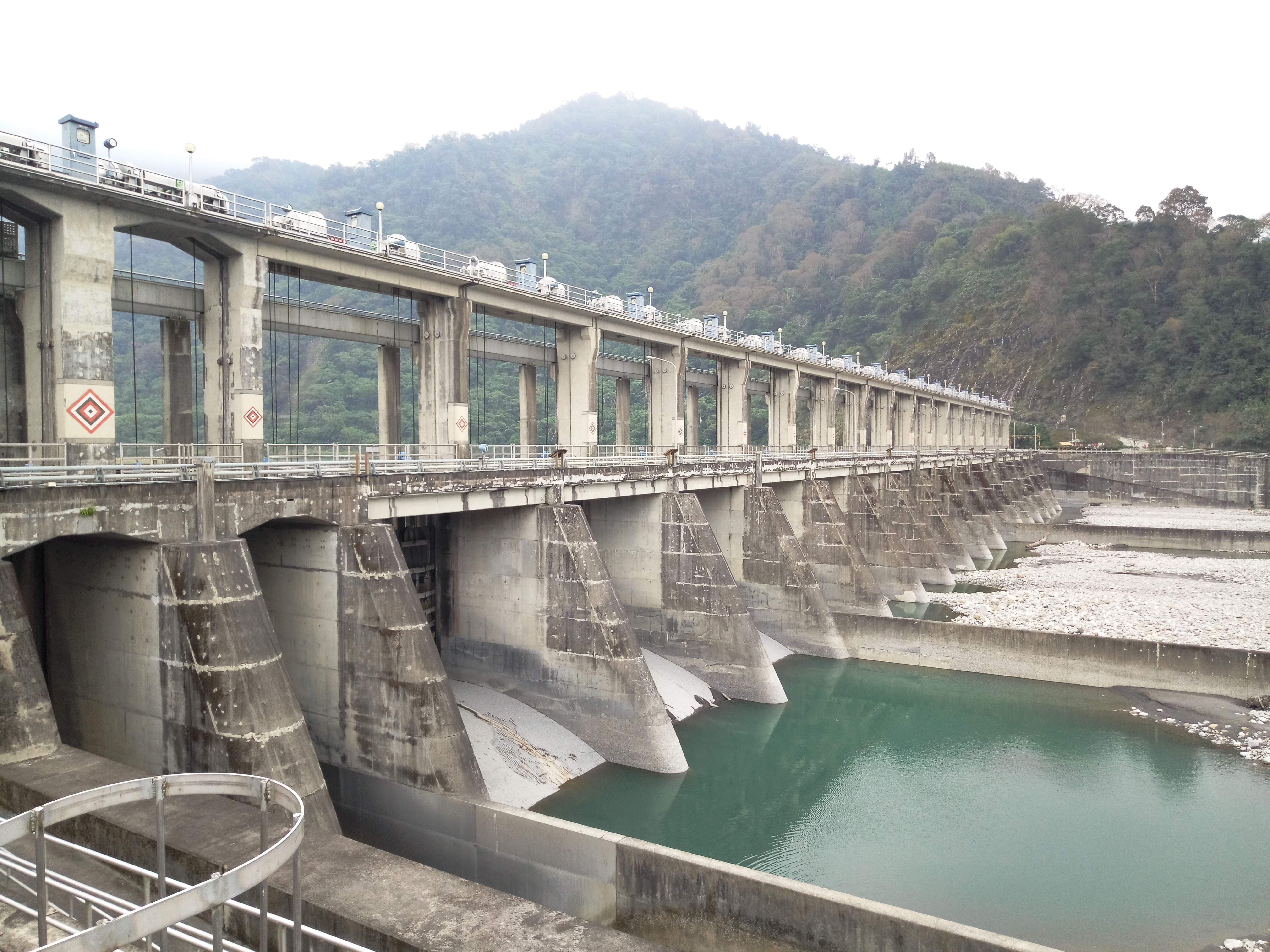
大安渓を仕切る士林攔河堰

泰安郷（たいあん-きょう）は、台湾苗栗県の郷。

## 地理
泰安郷は苗栗県の東南に位置し、東北は新竹県と、南は台中市、西は大湖郷及び卓蘭鎮、北は獅潭郷及び南庄郷とそれぞれ接している。泰安郷は苗栗県最大の郷鎮であり、全県面積の約1/3を占めている。地勢は山岳が広がり、地勢は西より東に向かって高くなっている。平地は少なく、山岳地帯には河川があるため交通問題を改善するのが課題となっている。
泰安郷は雪山山脈の西端に位置し県境には雪山、大雪山、大霸尖山等3000m級の高山が下部行政組織である梅園村内に広がっている。中央山脈西側には天然林が残っている。河川は大安渓と後龍渓の源流地となっており、両河川は鹿場大山南部で分水嶺を形成している。

## 歴史
泰安郷は戦前、新竹州大湖郡蕃地に帰属していた。1947年6月、新竹県大湖郡区に帰属する大安郷と改編された。1950年10月25日に苗栗県が成立すると、大安郷は苗栗県に帰属するようになった。しかし現台中市大安区と名称が重複することから、1954年に民衆の安泰の願いを込めて「泰安郷」と改称された。

## 行政区
| 地区   | 里                                     |
| ------ | -------------------------------------- |
| 北五村 | 八卦村、中興村、錦水村、大興村、清安村 |
| 南三村 | 士林村、梅園村、象鼻村                 |

## 歴代郷長
| 代 | 氏名 | 任期 |
| -- | ---- | ---- |

## 教育

### 国民中学
- 苗栗県立泰安国民中学

## 交通
| 種別 | 路線名称 | その他 |
| ---- | -------- | ------ |
| 省道 | 台1線    |        |
| 省道 | 台13線   |        |
| 省道 | 台72線   |        |

## 観光

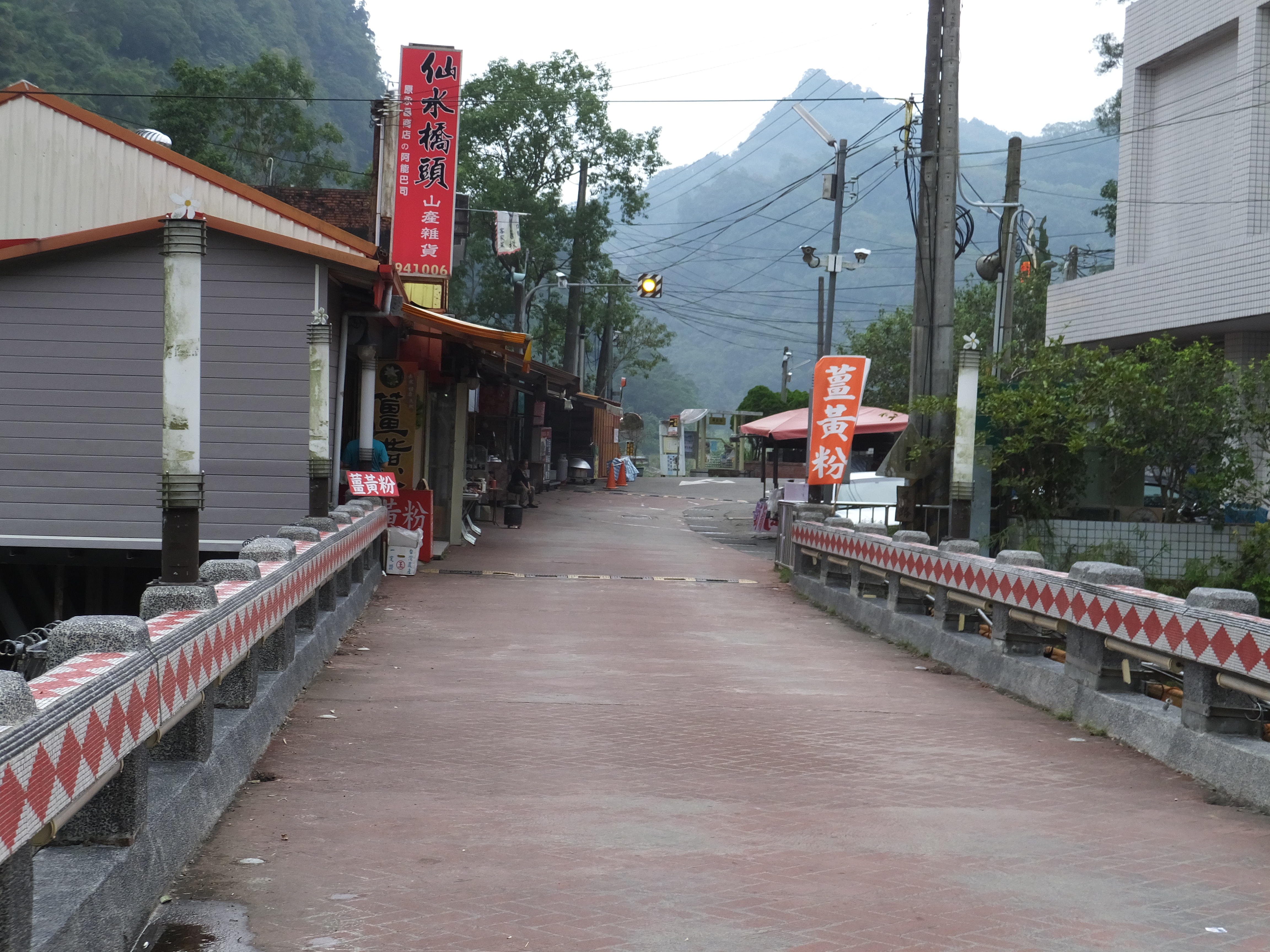
洗水坑豆腐街（清安老街）

- 雪覇国家公園
  - 翠池（中国語版）
- 泰安温泉
- 馬那邦山（中国語版）
- 水雲瀑布
- 清安集落
- 士林集落
- 横竜古道
- 虎山温泉